# Quenac (comuna)
Quenac fue una comuna del sur de Chile que integró el antiguo departamento de Quinchao, en la provincia de Chiloé. Existió entre 1891 y 1928.

## Historia
La comuna fue creada por decreto del 22 de diciembre de 1891, y agrupó a las subdelegaciones 4.a (Quenac), 5.a (Meulín) y 6.a (Apiao) del departamento de Quinchao. El territorio de la comuna incluía las islas de Quenac, Caguach, Teuquelín, Meulín, Tac, Apiao, Alao, Chaulinec y Desertores, más Chiloé continental desde la punta Comau hasta el río Rayas o Chanatué (al norte de lo que hoy es la ciudad de Chaitén).
En 1907, de acuerdo al censo de ese año, la comuna tenía una población de 7490 habitantes.
El Decreto Ley 803 de 1925 expandió la zona continental al establecer la línea de cumbres que limita por el norte la hoya del río Yelcho —el nuevo límite sur del departamento de Quinchao según lo consignado por el Decreto Ley 354 de 1925— como límite sur de la comuna.
La comuna fue suprimida mediante el Decreto con Fuerza de Ley 8583 del 30 de diciembre de 1927, dictado por el presidente Carlos Ibáñez del Campo como parte de una reforma político-administrativa. Las islas pasaron a formar parte de la comuna de Achao, mientras que el territorio de Chiloé continental se integró a la nueva comuna de Yelcho. La supresión se hizo efectiva a contar del 1 de febrero de 1928.